# American-Arab Anti-Discrimination Committee
Het American-Arab Anti-Discrimination Committee (ADC) is een Amerikaanse burgerrechtenvereniging. Het ADC zet zich in voor Arabische Amerikanen en verzet zich tegen discriminatie en vooroordelen. De organisatie strijdt daarnaast voor een evenwichtige Midden Oosten-politiek en burgerrechten voor alle volkeren. Het ADC is lid van de Leadership Conference on Civil and Human Rights (LCCR).
De organisatie werd in 1980 opgericht door James Abourezk, een voormalig Democratisch afgevaardigde en senator uit South Dakota en de eerste Arabisch-Amerikaanse senator. Samer Khalaf is sinds 2013 voorzitter.